# Akiptera
Akiptera é um gênero de coleóptero da tribo Bimiini (Cerambycinae); compreende apenas duas espécies, com distribuição restrita à Austrália.

## Sistemática
- Ordem Coleoptera
  - Subordem Polyphaga
    - Infraordem Cucujiformia
      - Superfamília Chrysomeloidea
        - Família Cerambycidae
          - Subfamília Cerambycinae
            - Tribo Bimiini
              - Gênero Akiptera (Saunders, 1850)
                - Akiptera semiflava (Saunders, 1850)
                - Akiptera waterhousei (Pascoe, 1864)